# Julio César Franco
Julio César Franco (Fernando de la Mora, 17 aprile 1951) è un politico e medico paraguaiano.

## Biografia
Esponente del Partito Liberale Radicale Autentico, ricoprì la carica di Vicepresidente del Paraguay dal settembre 2000 all'ottobre 2002, durante la presidenza di Luis Ángel González Macchi, del Partito Colorado.
Si candidò in occasione delle elezioni presidenziali del 2003, in cui ottenne il 24,7% dei voti contro il 38,3 di Nicanor Duarte Frutos.